# Заячківський Мирон Титович
Миро́н Ти́тович Заячкі́вський (псевдо — Косар-Заячківський; 18 листопада 1897, м. Коломия — 3 листопада 1937, Сандармох) — український та радянський політичний діяч, публіцист, полковий лікар 1-ї бригади УСС УГА, лікар у 402-му Галицького полку 45-ї дивізії ЧУГА, член політбюро ЦК КПЗУ. Жертва більшовицького терору. Син Тита Заячківського та молодший брат нотаріуса й українського комісара Коломиї Романа Заячківського.

## Життєпис
Народився в Коломиї (за іншими даними в с. Довге) на Галичині в родині правника Тита Заячківського. 1899 р. його батько переведений на посаду радника Вищого крайового суду і родина Заячківських переїхала до Львова.
1907 р. Мирон вступив до львівської української академічної гімназії. Брав активну участь у діяльності учнівських і студентських таємних гуртків. 
1914 р. виїхав до Відня. Мобілізований до австрійського війська. Під час першої світової війни потрапив у російський полон. Після звільнення, у 1917–1918 рр. навчався на медичному факультеті Львівського університету. 
Був діяльним членом організації «Інтернаціональна революційна соціал-демократія», яка 1919 р. увійшла до складу Комуністичної партії Східної Галичини. Під час українсько-польської війни 1918—1919 рр. був полковим лікарем 1-ї бригади УСС УГА та брав участь у бойових діях проти поляків. У лютому 1920 р. з декількох галицьких бригад УГА, що перейшли на бік Червоної армії була створена ЧУГА і таким чином Мирон Заячківський вже став військовим лікарем у 402-му Галицького полку 45-ї дивізії 14-ї армії. Ще під час проходження військової служби у лавах Червоної армії вступив до лав КП(б)У. 
Після демобілізації у 1922 р. — на викладацькій роботі, а також редагував партійні газети у Бердичеві. Від 1924 р. очолював відділ пропаганди та агітації Уманського окружного КП(б)У, у 1926–1928 рр. — відділ агітації ЦК КП(б)У у Харкові. Від 1928 — на підпільній роботі у Західній Україні. У 1928—1933 рр. — 1-й секретар та член політбюро ЦК КПЗУ, кандидат у члени ЦК КП Польщі. Працював також редактором журналу «Наша правда». Відкликаний до Харкова 1933 р.
Наприкінці 1933 р. заарештований у справі УВО, а 29 травня 1934 р. особливою трійкою НКВС при Колегії ГПУ УРСР засуджений за статтями 54-6-11 КК УРСР на 10 років ВТТ. Відбував покарання у табірному пункті Кремль на Соловках. 
Постановою окремої трійки Управління НКВС СРСР по Ленінградській області від 9 жовтня 1937 р. дістав найвищу кару (розстріл). Вивезений із Соловків з великим етапом в'язнів Соловецької тюрми і страчений 3 листопада 1937 р. в урочищі Сандармох поблизу Медвеж'єгорська.
4 квітня 1956 р. реабілітований посмертно Військовою Колегією Верховного суду СРСР.

## Вшанування пам'яті
За радянських часів у Залізничному районі м. Львова була вулиця Заячківського, яка від 1992 р. названа іменем кошового отамана Антіна Головатого.